# Chalcides simonyi
La lisneja (Chalcides simonyi)  es una especie de lagarto de la familia Scincidae. 

## Descripción
Eslizón de cabeza y cuerpo muy robusto, el extremo del hocico apenas sobresale por delante de la boca. Dorso de color amarillento, grís amarillento o pardo oscuro.

## Hábitat
Vive en enclaves de bosques termófilos y matorrales, también se encuentra en el malpaís volcánico con vegetación y en valles y laderas cultivadas con muros de piedra; se oculta bajo piedras. Especie escasa con una distribución muy restringida y sobre todo discontinua.

## Distribución
Especie endémica de las Islas Canarias orientales (Fuerteventura y Lanzarote). En Fuerteventura se localiza sobre todo en el norte y en el centro.

## Amenazas
Especie amenazada por la recolección de ejemplares por el hombre, por ser presa de especies introducidas como gatos, y por pérdida de hábitat debida al sobrepastoreo.

## Depredación
Especie depredada por la musaraña canaria (Crocidura canariensis) y la lechuza común (Tyto alba).